# سرخوی بنگالی
سرخوی بنگالی
نام علمی گونه:
(Lutjanus bengalensis (Bloch, 1790
نام علمی مترادف: Holocentrus bengalensis, Mesoprion pomacanthus
نام انگلیسی:
Bengal snapper
نام فارسی: سرخوی بنگالی
اندازه : حداکثر طول کل بدن به 30 سانتیمتر می‌رسد. طول کل رایج آن 20 سانتیمتر است.
مشخصات : بدن فشرده و مستطیلی شکل و حاشیه عقبی پیش سرپوش آبششی دارای یک فرو رفتگی مشخص می‌باشد. باله پشتی دارای ۱۱ شعاع سخت و ۱۳ تا ۱۴ شعاع نرم است. رنگ بدن زرد بوده و دارای ۴ نوار طولی آبی رنگ در پهلوها می‌باشد.8 یا 9 ردیف فلس در بالای خط جانبی دارد
زیست‌شناسی : متعلق به آبهای کم عمق ساحلی بوده و از ماهی‌های کوچک بی مهرگان کفزی بویژه سخت‌پوستان تغذیه می‌نماید.
نامهای مورد استفاده در جنوب ایران: سیستان و بلوچستان: شوکیات. هرمزگان: سوهرو، سهرو. خوزستان: حمر
وسایل صید: ترال کف، قلاب دستی و گرگور.
1. ↑  http://fishbase.ir/species/persiangulf_gulf_of_oman/Lutjanus-bengalensis.html